# L'Avenir national
L'Avenir national est un quotidien français fondé par Alphonse Peyrat. Il parut de 1865 au 18 mai 1871.

## Présentation et historique
L'Avenir national est un quotidien fondé en 1865 par le journaliste Alphonse Peyrat. Cet homme a déjà une grande expérience dans la presse avant de fonder son propre journal puisqu'il a déjà collaboré aux différents journaux que sont Le National ainsi que La Tribune et également La Presse dont il a également assuré la rédaction en chef. Il embarque dans cette aventure Élias Regnault, un brillant publiciste, à qui il confie la partie politique. 
L'Avenir national à une ligne éditoriale se fondant sur le républicanisme ainsi que sur un profond anticléricalisme ainsi qu'une sympathie clairement affichée pour les idées socialistes. Ce penchant pour les idées socialistes fut remarqué par les ouvriers proudhoniens si bien que durant la révolte de ces derniers en 1865, lorsqu'ils décidèrent de faire connaître leurs idées essentielles au public c'est à L'Avenir national qu'ils s'adressèrent. L'Avenir national fait partie de ces quotidiens tout comme L'Époque qui n'ont jamais eu un gros tirage ; en effet lorsqu'en début de l'année 1866 L'Époque tire 2 460 exemplaires par an L'Avenir national lui tire quelques exemplaires de plus avec 6 750 exemplaires par an. En revanche au début de l'année 1867 si on peut noter une légère hausse du tirage de L'Avenir national qui tire maintenant 11 200 exemplaires cette hausse est des plus risibles comparée aux tirages de journaux comme La Liberté qui tire fin 1866 plus de 60 000 exemplaires et si ce fulgurant tirage est à relativiser quant à sa nette baisse en août 1866 due principalement à la fin du conflit austro-prussien et à un retard de parution à Paris, ce journal réussit à se maintenir en 1867 sur une constante entre 21 000 et 21 200 tirages.
L'Avenir national s'est illustré plusieurs fois avec ses comparses de la presse libérale dans une véritable opposition face à la presse conservatrice  par exemple quand il s'agit de l'achèvement de l'unité italienne et si les conservateurs veulent que la mainmise sur Rome persiste les libéraux eux sont persuadés que la France se doit de quitter Rome. Si L'Avenir national a pour habitude de s'afficher contre les positions impériales il est aussi dans son habitude d'afficher son profond anticléricalisme. Dans ce domaine on pourrait même considérer L'Avenir national comme une sorte de visionnaire. En effet le 10 janvier 1865 le quotidien par la voix de son créateur Alphonse Peyrat propose la séparation de l'Église et de l'État auquel tant de républicains aspirent ; il remet également en cause les gloires consacrées du catholicisme . Le journal de Peyrat s'illustra également dans son soutien au journal le Siècle dans sa volonté d’ériger une statue au maître de la libre pensée . L'Avenir national est financé par la Société générale des annonces, Lagrange Cerf et Cie. En 1869, L'Avenir national est en net recul sur ses ventes et n'est plus tiré qu'à 4 380 exemplaires. Lors du plébiscite du 8 mai 1870 L'avenir National se montre une fois de plus contre l'empire et ouvre une souscription anti-plébiscitaire dans ses bureaux. Lorsque la Commune de Paris éclate le 18 mars 1871 contrairement à ce que l'on peut penser L'Avenir national montre une position virulente envers les Communards. Pour lui, les Communards pensent défendre la République alors qu'il n'en est rien ; ils lui portent un coup mortel. À la suite de plusieurs positionnements allant à l'encontre de la Commune, L'Avenir national se verra supprimé le 18 mai 1871.

## Un contexte favorable

### Des avancées technologiques et culturelles favorisant une démocratisation de la presse
Les progrès techniques qu'a connus le XIXe siècle en matière d'imprimerie font partie des éléments fondateurs de la démocratisation de la presse qui s'ensuivit. Le progrès technique a permis d'assurer la croissance des journaux c'est-à-dire leurs tirages tout en réduisant leurs coûts. En effet, après 1865, la mise au point des rotatives par Hippolyte Auguste Marinoni pour Le Petit Journal et Derriey pour La Petite Presse permit d'atteindre un tirage alors inédit s'élevant à plus de 35 000 exemplaires à l'heure ce qui permit d’alimenter la clientèle croissante de cette nouvelle presse à un sou. La baisse du coût et par conséquent l'émergence grandissante des nouvelles feuilles à un sou fut permise par différentes baisses des coûts de production. Par exemple la mise au point des plans en carton de Claude Genoux datant de 1846 fut améliorée en 1852 par Nicolas Serrières pour La Presse d'Émile de Girardin en allégeant grâce au dichage la charge de la composition des formes imprimantes. Les coûts de production d'un journal s'abaissèrent encore une fois en 1867 par le remplacement progressif du papier de chiffon par celui de fibre de bois moins coûteux. Pour accéder à une plus large diffusion les quotidiens pouvaient désormais compter sur le développement des lignes ferroviaires pour leurs diffusions en provinces (2 100 km de voies en 1850, 18 000 km en 1870), l’amélioration des services postaux à la suite de la réforme de 1849 eut également son rôle à jouer (145 millions de lettres servies en 1850, pour 313 millions de lettres servies en 1869) puisque la presse s'en servit pour sa collecte d'informations mais également à une meilleure diffusion en province. D'un point de vue culturel la baisse croissante du nombre d’analphabètes en France grâce aux politiques respectives d'alphabétisation de Guizot sous la monarchie de juillet et de Victor Duruy sous le Second Empire agrandit considérablement le nombre de lecteurs potentiels (53 % d'analphabètes en 1832, 38 % en 1852, 22,55 % en 1872).
Enfin l'instauration du suffrage universel de 1848 stimula la population et développa son intérêt pour la chose politique ce qui fut profitable pour la presse sachant que cette dernière est la seule tribune politique jusqu'en 1868 les réunions politiques étant interdites.

### Un subtil contrôle de la presse
Le contrôle de la presse a été durant une très longue période une question politique majeure jusqu'à la loi libératrice du 29 juillet 1881. Cette question de la liberté de la presse a tellement obsédé les différents régimes politiques qui se sont succédé durant le XIXe siècle que plus de 50 lois sur la presse ont été  faites de 1789 à 1881. D'ailleurs les lois qu'établissait un gouvernement sur la presse étaient un bon indicateur du degré de libéralisme d'un gouvernement. Pour comprendre pourquoi la période 1860-1870, période dans laquelle L'Avenir national est né, est une période de réel changement pour la presse, il faut d'abord s'intéresser à la période la précédant c'est-à-dire celle allant de 1851 à 1860.

#### 1852-1860: une presse très surveillée
Durant cette période plusieurs lois répressives contre la presse ont vu le jour.
Tout d'abord la loi du 27 juillet 1849 sur la surveillance du colportage et de la vente sur voie publique des imprimés non périodiques est renforcée par l'instauration de la commission du colportage. Tous les périodiques doivent être cautionnés par cette commission ; de plus elle exige pour toute publication périodique traitant d'économie, de politique ou de société, une augmentation des tarifs. Cette augmentation fut élargie à un grand nombre de  feuilles d'annonces et de vulgarisation. Le Timbre imposé à tous les quotidiens cautionnés par la commission du colportage est augmenté de 4 à 6 centimes par feuille. Cette mesure en accroissant le prix de vente des journaux a pour but de limiter leurs diffusions. Le prix du timbre est une très grosse dépense pour un journal par exemple en 1869 le paiement du timbre représente 40 % des dépenses du quotidien Le Rappel.
S'ensuit le 17 février 1852 la promulgation d'un décret qui rétablit la demande d'autorisation qui devient indispensable à la création de tout nouveau journal. Ce décret interdit également tout compte rendu des séquences du corps législatif ou des séances du Sénat autrement qu'au travers de résumé officiel. De plus ce décret met en place une procédure intelligente pour contrôler les journaux avec l'avertissement. L'avertissement est mis en place de façon arbitraire aux journaux qui mécontentent le pouvoir. L'avertissement comporte trois phases :
1. le premier avertissement fait office de rappel à l'ordre ;
2. le second avertissement peut entraîner une suspension temporaire du quotidien ayant mécontenté le pouvoir ;
3. le troisième avertissement entraîne la suspension définitive.

#### 1860-1870: un contrôle de la presse plus lâche
À la suite de la campagne d'Italie dont Napoléon III est ressorti victorieux, ce dernier est mis en confiance et se met à promulguer des lois plus libérales pour la presse.
Le 11 mai 1868 le système préventif de l'avertissement est abandonné pour un système plus répressif. En revanche le contrôle arbitraire de la sanction de délit de presse  n'est plus appliqué par l'administration impériale mais par la justice, les avertissements sont par conséquent abolis. Le système mis en place par le décret visant à rendre obligatoire la demande d'une autorisation pour la création et la parution d'un nouveau journal est démantelé et remplacé par une simple déclaration. Le prix du timbre à payer pour les journaux traitant de politique d'économie ou de société ainsi que pour les feuilles de vulgarisation est abaissé à 5 centimes au lieu des 6 à payer jusqu’alors.